# Perlubie Landing
Perlubie Landing is een plaats in de Australische deelstaat Zuid-Australië en telt minder dan 20 inwoners.